# منذر عياشي
منذر عطا العيّاشي (24 يونيو 1945 -) هو أديب وناقد ومفكّر ومترجِم سوري.

## الحياة العلمية[1]
ولد في حلب، سوريا، ٢٤ يونيو 1945 تلقى تعليمه في مدرسة (الملك فيصل) الابتدائية، ثم (المأمون) في حلب.
حصل على شهادة الثانوية العامة، دراسة حرة، عام 1966م.
حصل على الليسانس ثم الماجستير ثم الدكتوراه في الدراسات الأسلوبية، من جامعة آكس أون بروفانس، بـفرنسا، عام 1979م.
حصل على الدكتوراه في اللسانيات من دار العلوم بجامعة القاهرة، بـمصر، عام 1983م.
بدايات الحس الأدبي: كانت له محاولات في كتابة الشعر، فنشر قصيدة في الستينات في (مجلة الأديب) اللبنانية.

## الحياة العملية[1]:
عمل مدرسًا في كلية الآداب، بـجامعة حلب، سوريا.
شغل منصب أستاذ مادة الأسلوب في جامعة الملك عبد العزيز، بـجدة، المملكة العربية السعودية.
يعمل أستاذًا في جامعة البحرين، بـمملكة البحرين، منذ عام 1996م.
أشرف على عدد من رسائل الماجستير والدكتوراه.
شغل منصب نائب رئيس تحرير (مجلة ثقافات) جامعة البحرين، منذ أن أصدرت حتى 2007م.
عضو هيئة تحرير (مجلة العلوم اللسانية) جامعة البحرين -وهي مجلة محكّمة- من تأسيسها حتى 2009م.
عضو هيئة تحرير (مجلة لموقف الأدبي) عام 1995م.
أسّس دارًا للنشر في حلب باسم (مركز الإنماء الحضاري) عام 1992م، لتعزيز ثقافة أخرى مغايرة، تعتمد على المكوّنات الحضارية للأمة، أملًا في إثراء الأدب والفكر وفهم الواقع، وهذا ما تجسّد من خلال المطبوعات التي صدرت عن هذا المركز، وبخاصة ما نشر تحت عدد من سلاسل الكتب مثل (سلسلة قضايا العصر وصراع الحضارات، وسلسلة إبداعات جديدة)، هذا بالإضافة إلى نشر الاتجاهات الجديدة في النقد الأدبي، كما نهض المركز بمشروع الترجمة فنشر الأعمال الكاملة لـرولان بارت، وغيرها.

## أعماله[2][3]

### الكتب المؤلَّفة
1. علم اللغة (النظرية التوليدية ونحو الجملة العربية) - أطروحة الدكتوراه في اللسانيات.
2. الأسلوبية المقارنة - أطروحة الدكتوراه في الدراسات الأسلوبية.
3. قضايا لسانية وحضارية - دار طلاس - دمشق 1990.
4. مقالات في الأسلوبية - اتحاد الكتاب العرب - دمشق 1990.
5. الأسلوبية وتحليل الخطاب - مركز الإنماء الحضاري - حلب 2002.
6. اللسانيات والدّلالة - مركز الإنماء الحضاري - حلب.
7. الكتابة الثانية وفاتحة المتعة - المركز الثقافي العربي - بيروت.

### الكتب المترجَمة
1. علم الدلالة - بيير جيرو - ترجمة - دار طلاس - دمشق 1988.
2. علم الإشارة -بيير جيرو- ترجمة - دار طلاس - دمشق 1988.
3. الأسلوب والأسلوبية - بيير جيرو - ترجمة - مركز الإنماء الحضاري - حلب.
4. ليلة ناعمة - مجموعة قصصية مختارة - دينو بوتزاتي - ترجمة - دار الأهالي - دمشق.
5. مفهوم الأدب - تزيفتان تودورف - ترجمة - النادي الأدبي - جدة.
6. لذة النص - رولان بارت - ترجمة - دار طلاس - دمشق.
7. النقد الأدبي في القرن العشرين - جان إيف تاديبه - ترجمة - مركز الإنماء الحضاري - حلب 1993.
8. مدخل إلى التحليل البنيوي للقصص - رولان بارت - ترجمة - مركز الإنماء الحضاري - حلب.
9. نقد وحقيقة - رولان بارت - ترجمة - مركز الإنماء الحضاري - حلب.
10. أطياف ماركس - جاك ديريدا - ترجمة - مركز الإنماء الحضاري - حلب.
11. القرآن وعلم القراءة - جاك بيدك - ترجمة - مركز الإنماء الحضاري - حلب.
12. هسهسة اللغة - رولان بارت - ترجمة - مركز الإنماء الحضاري - حلب.

وله مجموعة من المقالات والأبحاث المنشورة في عدد من المجلّات.

## ما كُتب عنه
كُتبت عنه مقالة موسّعة في صحيفة العربي الجديد، وفيها جرى حوار معه حول بعض آرائه وأعماله.
كما نُشرت دراسة حول كتابه «الأسلوبية وتحليل الخطاب»، أعدّها الدكتور رشيد حليم من الجزائر.
وهناك مقالة نُشرت في صحيفة النهضة، حول أحد كتبه.
وقد نُشر في مجلة الموقف الثقافي حوار أجراه معه فائز العراقي، عام 1997م.
وكُتبت مقالة حول كتابه «اللسانيات والدلالة» في صحيفة البيان.
---